# Mateo Guerra
Mateo Nicolás de Santa Ana Guerra, conocido como Mateo Guerra, (Las Palmas de Gran Canaria, 21 de septiembre de 1735 - Las Palmas de Gran Canaria, 26 de marzo de 1791) fue un compositor y maestro de capilla español.

## Vida
Mateo Nicolás de Santa Ana Guerra nació el 21 de septiembre de 1735 en Las Palmas de Gran Canaria, hijo de Pedro de Santa Ana y Catalina Guerra. Era el mayor de tres hijos, siendo sus hermanos María del Patrocinio y Nicolás Antonio, que llegó a ser organista menor de la Catedral de Canarias. Mateo vivía en los alrededores de la Catedral, siendo descubierto por Joaquín García de Antonio, maestro de capilla de la Catedral, en la escuela local: «El que puede servir no obstante no tener el mejor tiple». El 24 de enero de 1746 ingresó como mozo de coro supernumerario agregado a la capilla de música y allí se formaría musicalmente. En ese momento tenía un oído y voz aceptable, sabía leer y escribir y tenía unos 10 años. En 1748 obtuvo la plaza entera de mozo de coro y, junto con su hermano, recién ingresado, aparecen como tiples.
Mateo Guerra se decidió por la carrera eclesiástica y el 17 de septiembre de 1751 recibió las órdenes de corona y grado. Una vez tonsurado, se le concedió el uso de bonete y arrimo a banco en junio de 1752, aumentándole la renta a 440 reales. En ese momento todavía aparece como «músico de voz» o cantor. Durante estos años debió aprender el órgano con Juan de Castro, organista primero de la Catedral. En 1755 aparece también un pago de 160 reales por la copia de Asperges y Misas, que se mandó encuadernar, por lo que parece que Guerra también hacía funciones de copista, lo que le permitía el estudio y análisis de la obra de otros compositores. Guerra trató hacer un negocio personal con las copias, vendiendo Tenerife villancicos y magníficas, lo que le valió el 5 de diciembre de 1755 como castigo la retirada del privilegio de asiento. Al maestro García también se le amonestó, como responsable de la custodia de los libros de música. El castigo de Guerra le fue levantado en julio de 1757. Guerra también se vio envuelto en otros incidentes.

Al memorial de Joaquín García, maestro de capilla de esta Santa Iglesia, en que suplica al cabildo se sirva dar providencia sobre Mateo Guerra, músico, que está con total desarreglo en el cumplimiento de su obligación, inquietando a la capilla con sus acciones, sin quererse sujetar a lo que es su obligación, respeto y veneración que debe tener a su maestro, como le ha mandado el cabildo varias veces por sus acuerdos, y con el último de 22 de septiembre de 1750. De modo que canta cuando le parece, y si no, no canta, y si se lo manda el suplicante por lo mismo no lo hace, dando mal ejemplo a todos. Habiéndose conferido y votado por bolillas secretas, némine discrepante, se acordó se llame a la sala capitular a dicho Mateo Guerra, y ante el presente secretario y en presencia del maestro de capilla le corrija severamente el señor chantre Domínguez su desarreglado proceder; intimándole la grave obligación que tiene de obedecer a su maestro sin dar lugar a quejas, ni mal ejemplo a los demás, advirtiéndole que si acaso de lo que el maestro le mandare se sintiere agraviado, sin dejar de obedecerle, dé cuenta al cabildo. Y apercibiéndole tenga la mayor puntualidad en ejecutar lo que ahora se le ordena, y siempre ha debido hacer, bien entendido que a la primera queja que dé en cabildo el maestro de capilla de su desobediencia y modo de proceder, constando su razón, se le despedirá del servicio de la Iglesia.
Actas capitulares de la Catedral de Canarias, 14 de agosto de 1758

Las disputas continuaron y finalmente Mateo y Nicolás Guerra fueron expulsados de sus cargos y de la iglesia tras un enfrentamiento directo con el arcediano. Tres meses más tarde se les volvió a admitir con la misma renta. Gran parte de las noticias que se tienen de Guerra son de su participación en la comisión que asiste a las fiestas de Nuestra Señora del Pino. Comenzó a participar de muy joven, en 1750, y seguía participando en 1761. Ese año se le aumentó el salario a los 100 ducados, lo que le obligó a dejar la plaza de mozo de coro. Poco después se le concedía la capellanía creada por Isabel de Porras en 1556 y entre 1762 y 1763 se ordenaba sacerdote. En febrero de 1766 fue nombrado organista menor interino, tras al fallecimiento de su hermano Nicolás, que ocupaba el cargo hasta ese momento, aunque Mateo continuó ejerciendo de cantor en las grandes solemnidades.
En 1769 solicitó al cabildo un préstamo de 300 pesos, de los que se le concedieron 250, para la compra de una casa situada en la plazuela del Espíritu Santo. Su intención era reconstruir la casa, lo que le llevó a solicitar un total de 6500 reales en préstamos hasta 1771. Guerra no pudo devolver los préstamos, lo que le obligó a hipotecar la casa en 1773. Finalmente en 1779 el racionero Miguel Mariano de Toledo compró la casa y se hizo cargo de la deuda. En 1779, coincidiendo con sus problemas económicos y con una edad avanzada para la época, comienzan las noticias de la falta de salud de Guerra.
El maestro García de Antonio había sufrido hacia 1766 un ataque de apoplejía que le había dejado paralizado del lado derecho y Guerra fue tomando las responsabilidades del maestro de capilla poco a poco. A partir de 1768 hay noticias de sus actividades de composición de música y de la educación de los cantorcicos para las danzas del Corpus. Su actividad aumentó a partir del 16 de noviembre de 1779, fecha en la que fue nombrado maestro de capilla interino, tras el haber fallecido de García de Antonio el 15 de septiembre anterior. Mantuvo las obligaciones de su antecesor, aunque al parecer usó obras del archivo durante su interinidad:

[...] Y componer en cada un año los villancicos de Navidad, los nueve para los maitines y el uno para la calenda, más tres villancicos para los maitines de los Santos Reyes, más ocho villancicos para la víspera, día y octava del Corpus, más un villancico para la Ascensión del Señor, más un villancico para la Asunción de Nuestra Señora, más un villancico para el día de la Señora Santa Ana, y además de esto es de su obligación componer lo que se ofreciera en esta Santa Iglesia y el canónigo le encomendare, así de latín como de romance, y es de su obligación entregar todas las copias de los dichos villancicos y de las demás obras que el cabildo le encomendare o necesitare la Iglesia, por ser dichas obras de la fábrica catedral.

Tras nombrar a Guerra de maestro de capilla interino, el cabildo se afanó en buscar a un nuevo maestro de capilla en la Península que tuviese méritos suficientes para ocupar la vacante. En agosto de 1780 se concedieron a Guerra 50 días de licencia para alejarse de la ciudad y recuperarse de su enfermedad por indicación del médico. Los representantes del cabildo canario se decidieron el 13 de septiembre de 1780 por Francisco Torrens, probablemente gracias a la recomendación de Antonio Rodríguez de Hita, «capellán de Su Majestad y Maestro de la Capilla Real de Señoras de la Encarnación de la Corte». Torrens llegó el 28 de octubre siguiente e inmediatamente presentó un plan de reforma de la capilla que desembocó en la fundación del Colegio de San Marcial. «El maestro Torrens no mostró interés por las actividades de la capilla y delegaba en sus músicos las obligaciones y enseñanzas y ejercicios que él tenía señalados. Le interesó más la composición y escribió numerosas obras: misas, motetes, salves, lamentaciones, salmos, magnificat y villancicos». Por lo tanto, Guerra continuó ejerciendo parte de las obligaciones del maestro. En 1788 Torrens pasó a ser organista mayor de la catedral tras el fallecimiento de Juan de Castro.
Entre tanto, Guerra continuó solicitando préstamos y su salud fue empeorando. El 28 de julio de 1787 las actas capitulares indican que «se acordó que no se rebaje nada de este tercio a Don Matheo Guerra por hallarse en cama gravemente enfermo y no tener con qué costear las medicinas y alimentarse». El 11 de diciembre de 1788 se le encarga de nuevo la capilla de música como maestro, época en la que compuso la mayoría de las obras conservadas. Sin embargo su salud no lo acompañó y a partir de septiembre de 1790 todas las noticias hablan de sus padecimientos. El 25 de febrero de 1791 hizo el testamento y el 22 de marzo de 1791 hubo un cabildo extraordinario:

Cabildo extraordinario. Martes 22 de marzo de 1791 por la tarde, antes de completas, en la Sacristía de San Francisco de Paula.
El Sr. Deán dixo que D. Matheo Guerra, músico de esta Santa Iglesia, estaba gravemente malo, en disposición que se esperaba por instantes su fallecimiento, y que había declarado que se quería enterrar en la Capilla de Nª Sra. de la Antigua, y que no pudiendo en ella abrirse sepulcro sin licencia del Cabildo, lo hacía presente paraque determinara lo que tuviera por conocimiento. Y se acordó
= Que se abra el sepulcro a su tiempo en dicha Capilla y se le dé sepulcro en él según lo ha dejado dispuesto y ha manifestado el Sr. Deán

Mateo Guerra falleció el 26 de marzo de 1791 en Las Palmas de Gran Canaria. El cabildo nombró al cantor Miguel Noria para el magisterio y a José Martín Rodríguez para la organistía menor; José Montesdeoca, tiple del colegio de San Marcial, solicitó la capellanía Pedro de la Parra que había dejado vacante el maestro Guerra.
Como docente en el Colegio de San Marcial, Guerra fue maestro de una serie de compositores que conformarían la música isleña del siglo XIX: Cristóbal Millares, José Rodríguez Martín, Antonio Oliva, José María de la Torre y Agustín José Betancour, algunos iniciadores de importantes familias de músicos.

## Obra
Se conservan doce composiciones de Guerra en la Catedral de Las Palmas, todas ellas del más florido Barroco tardío. Los obras, todas escritas a partir de 1733, consisten en antífonas, motetes y villancicos para voces e instrumentos. Sus obras muestran una complejidad formal y no poca dificultad, característica del Barroco.